# 韩家村站
韩家村站是位于内蒙古自治区鄂尔多斯市韩家村的一个铁路车站，邮政编码17005。车站建于1996年，有包神铁路经过该站，现仅办理货运，不办理客运业务。车站距离包头东站100公里，隶属包神铁路公司，是四等站。